# Les Déserts
Les Déserts ist eine französische Gemeinde mit 826 Einwohnern (Stand 1. Januar 2022) im Département Savoie in der Region Auvergne-Rhône-Alpes. Sie gehört zum Arrondissement Chambéry und ist Mitglied des Gemeindeverbands Communauté d’agglomération du Grand Chambéry. Die Bewohner werden Désertiers und Désertières genannt.

## Geographie
Les Déserts liegt auf rund 1000 m, etwa zehn Kilometer nordöstlich der Stadt Chambéry (Luftlinie). Die Streusiedlungsgemeinde erstreckt sich im Nordwesten des Départements Savoie, im südwestlichen Teil des Massivs der Bauges, im Quellgebiet der Leysse, zwischen den Höhen von Mont Revard im Westen und Mont Margériaz im Osten.
Die Fläche des 33,59 km² großen Gemeindegebiets umfasst einen Abschnitt des Massivs der Bauges. Der zentrale Teil wird vom Hochtal der Leysse (Zufluss des Lac du Bourget) eingenommen, die das Gebiet nach Süden entwässert. Das offene Talbecken wird im Osten vom markanten Felsgipfel des Mont Margériaz überragt, auf dem mit 1845 m die höchste Erhebung von Les Déserts erreicht wird. Den nördlichen Talabschluss bildet der Col de Plainpalais (1173 m), der die Verbindung zum Tal des Chéran herstellt. Im Westen wird das Tal von der bewaldeten Höhe des Nivolet (1547 m) flankiert. Nach Norden erstreckt sich das Gemeindeareal über das Plateau von La Féclaz und die Montagne de Lachat (1441 m) auf das ausgedehnte Hochplateau des Mont Revard (1537 m). Die westliche Grenze verläuft stets oberhalb des Steilabfalls zur Senke des Lac du Bourget. Die Gemeinde liegt innerhalb des Regionalen Naturparks Massif des Bauges (frz.: Parc naturel régional du Massif des Bauges).
Die Gemeinde Les Déserts besteht aus verschiedenen Ortschaften, Weilersiedlungen und Gehöften, nämlich:
- Les Mermets (960 m) am Südhang des Mont Margériaz
- Les Bouvards (1020 m) am Südhang des Mont Margériaz
- Les Charmettes (1050 m) auf einem Vorsprung nördlich des Mont Peney
- Les Favres (1060 m) am Ostabhang des Nivolet
- Le Lésine (1040 m) am Ostabhang des Nivolet
- Les Droux (1020 m) im Tal der Leysse
- Plainpalais (1040 m) am Aufstieg zum Col de Plainpalais
- Les Féclaz (1300 m) auf einem Hochplateau südlich des Mont Revard
- Le Revard (1500 m) auf der Höhe des Mont Revard

Nachbargemeinden von Les Déserts sind Montcel, Saint-Offenge und Saint-François-de-Sales im Norden, Le Noyer, Aillon-le-Vieux und Aillon-le-Jeune im Osten, Thoiry und Saint-Jean-d’Arvey im Süden sowie Verel-Pragondran, Drumettaz-Clarafond, Mouxy und Pugny-Chatenod im Westen.

## Geschichte
Les Déserts wird 1340 unter der Bezeichnung Ecclesia de Deserto erstmals urkundlich erwähnt; von 1414 ist Ecclesia Sancti Michaelis de Desertis überliefert. Der Ortsname geht auf das lateinische Wort desertus (verlassen, unbewohnt, einsam) zurück. Der Ort bildete im Mittelalter ab 1359 eine kleine Herrschaft, die über die Jahrhunderte bis zum Ende des Ancien Régime durch Heirat, Allianzen und Verkäufe vielfach den Lehnsherrn wechselte.

## Sehenswürdigkeiten
Die Dorfkirche Saint-Michel wurde im 19. Jahrhundert erbaut. In La Féclaz steht die Kapelle Notre-Dame-des-Neiges (20. Jahrhundert); eine weitere Kapelle befindet sich in Les Droux. Auf dem Gipfel des Nivolet steht ein monumentales Kreuz.

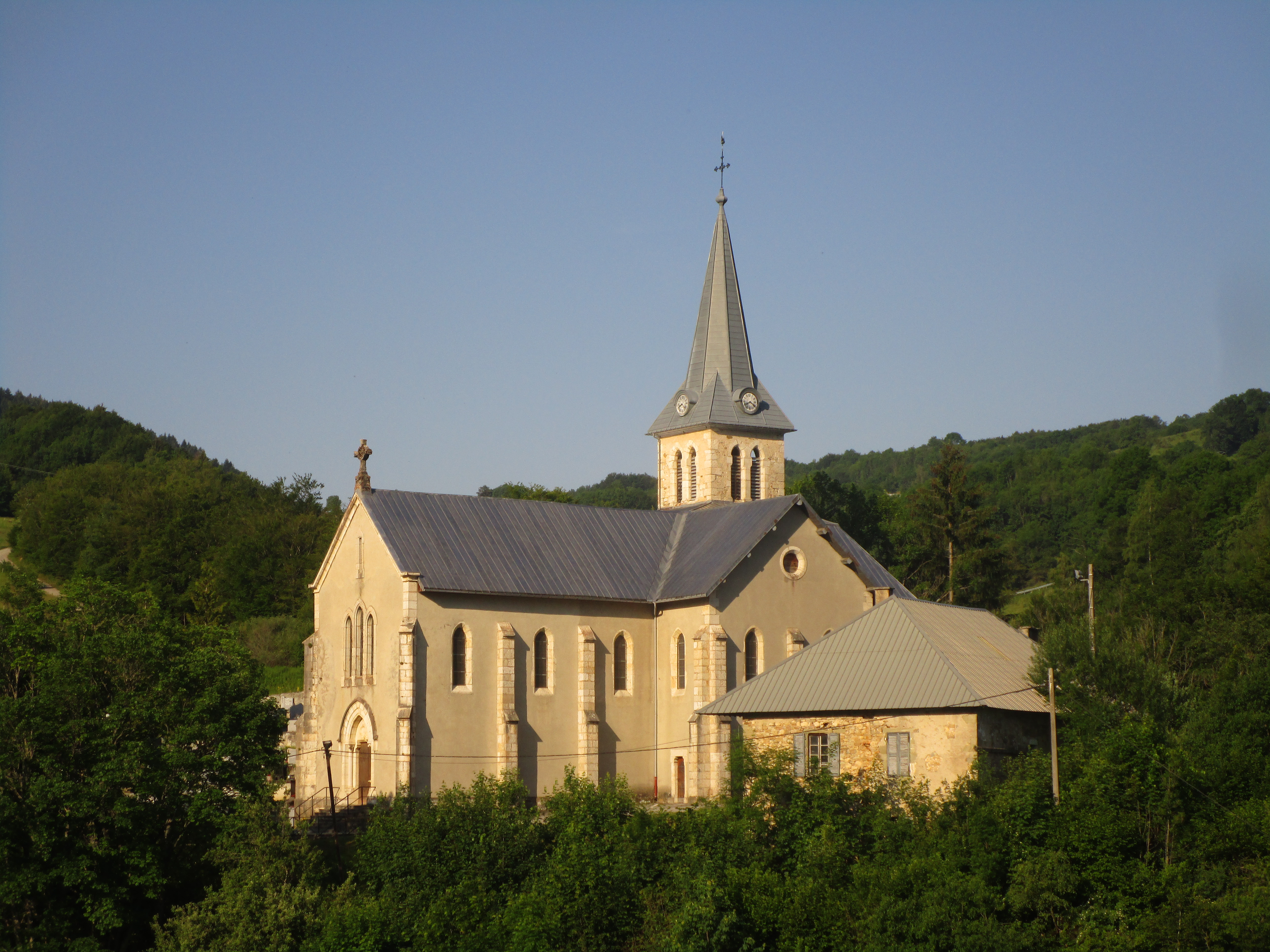
Kirche Saint-Michel
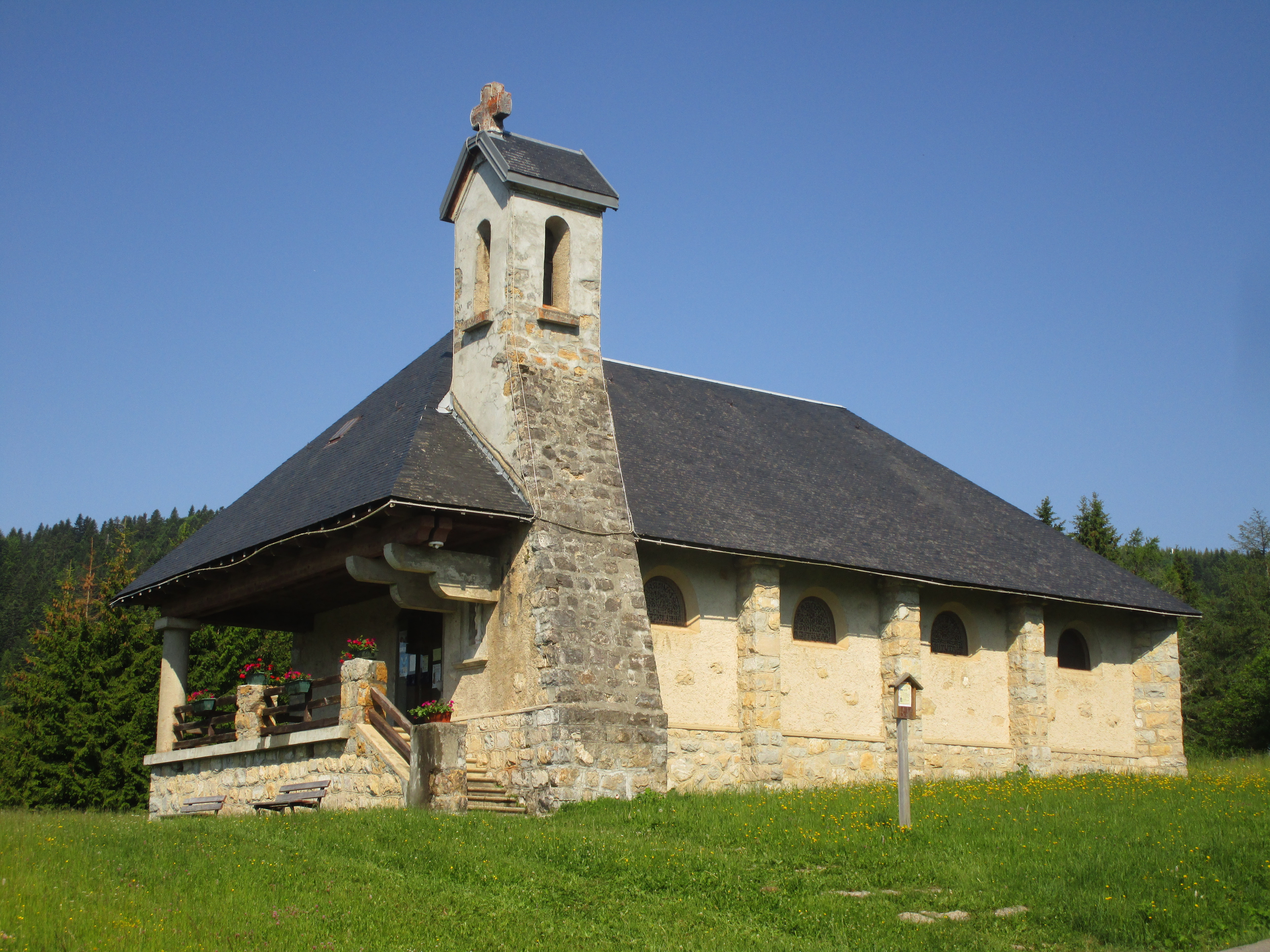
Kapelle Notre-Dame-des-Neiges
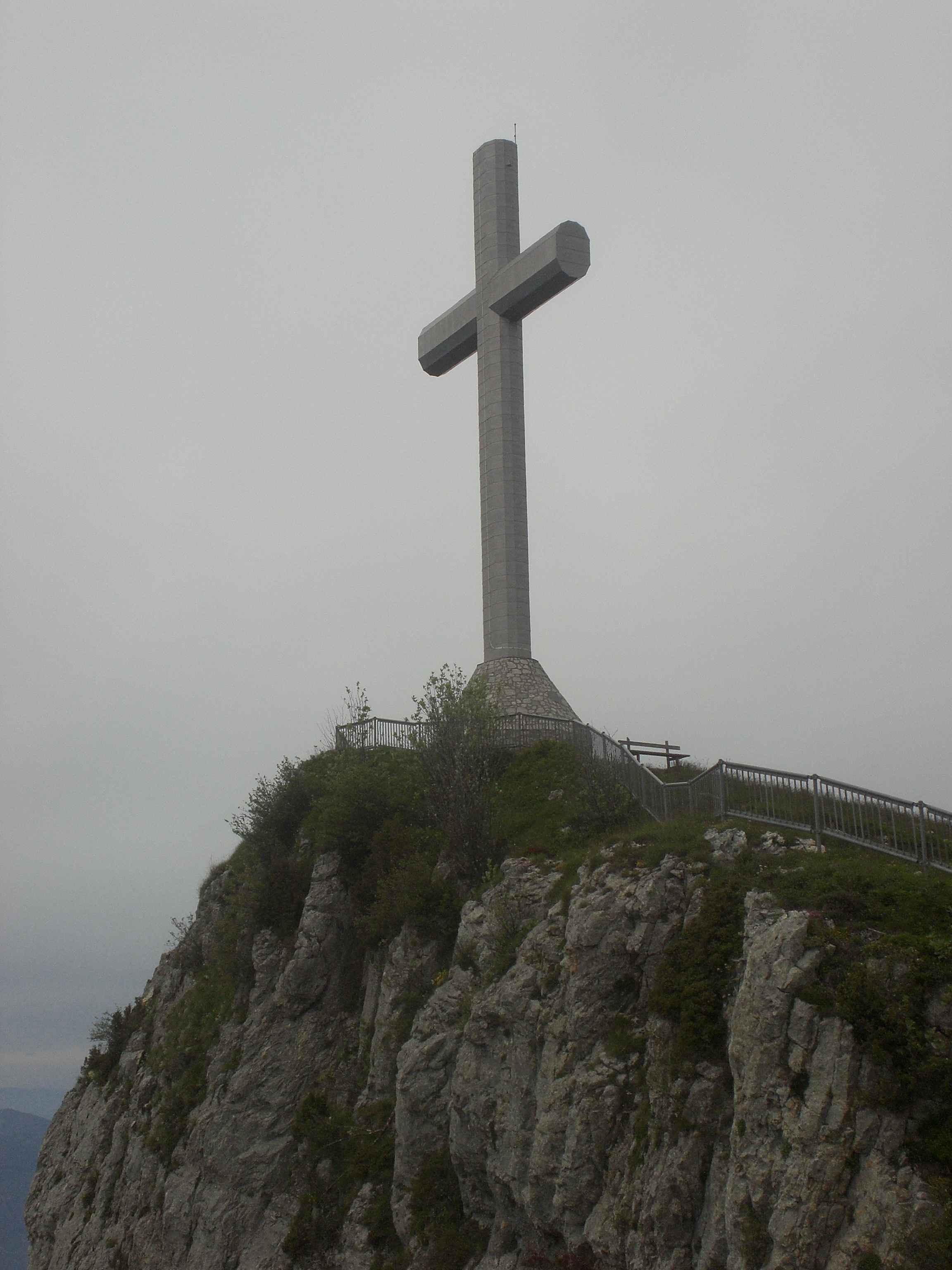
Das monumentale Kreuz auf dem Gipfel des Nivolet

## Bevölkerung
| Jahr                       | 1962 | 1968 | 1975 | 1982 | 1990 | 1999 | 2006 | 2016 |
| Einwohner                  | 494  | 467  | 455  | 511  | 512  | 662  | 760  | 780  |
| Quellen: Cassini und INSEE |      |      |      |      |      |      |      |      |

Mit 826 Einwohnern (Stand 1. Januar 2022) gehört Les Déserts zu den kleinen Gemeinden des Département Savoie. Nachdem die Einwohnerzahl in der ersten Hälfte des 20. Jahrhunderts rückläufig war, wurde seit Beginn der 1980er Jahre wieder eine deutliche Bevölkerungszunahme verzeichnet.

## Wirtschaft und Infrastruktur
Les Déserts war bis weit ins 20. Jahrhundert hinein ein vorwiegend durch die Landwirtschaft, insbesondere Milchwirtschaft und Viehzucht, geprägtes Dorf. Viele Erwerbstätige sind Wegpendler, die in den größeren Ortschaften der Umgebung, vor allem im Raum Chambéry ihrer Arbeit nachgehen.
Im Lauf des 20. Jahrhunderts hat sich Les Déserts zu einem Luftkurort entwickelt. Heute profitiert das Dorf sowohl vom Sommer- als auch vom Wintertourismus. Wintersport wird vor allem im Bereich von La Féclaz und auf dem Mont Revard betrieben. Neben dem alpinen Skisport an den Hängen eignet sich das Hochplateau für den Skilanglauf. Am Mont Revard sowie am Westhang des Mont Margériaz gibt es mehrere Bergbahnen und Skilifte.
Die Ortschaft liegt abseits der größeren Durchgangsstraßen an der Departementsstraße D912, die von Chambéry über den Col de Plainpalais und Lescheraines nach Annecy führt. Eine weitere Straßenverbindung besteht über den Mont Revard mit Aix-les-Bains. Der nächste Anschluss an die Autobahn A43 befindet sich in einer Entfernung von rund 16 Kilometern.